# Monarchomaque

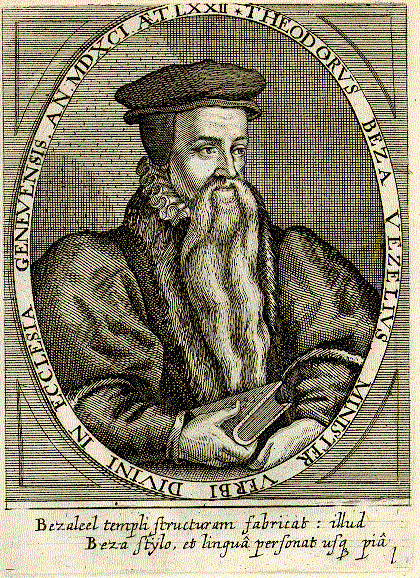
Théodore de Bèze, auteur monarchomaque.

Les monarchomaques étaient des libellistes qui s'élevaient contre l'absolutisme royal qui s'établit à la fin du XVIe siècle, en Europe occidentale. Ils furent actifs au cours de la deuxième moitié du XVIe siècle.
Les auteurs les plus connus que l'on a dits « monarchomaques » émergèrent dans le camp protestant en France après les massacres de la Saint-Barthélemy : Philippe Duplessis-Mornay, François Hotman, Théodore de Bèze. Outre-Manche, des auteurs tels George Buchanan, John Knox, Christopher Goodman et John Ponet ont adopté une posture semblable, bien que différente sous plusieurs aspects, en s'opposant notamment au règne de Marie Tudor. En France, les thèses monarchomaques furent reprises par des auteurs catholiques de la Ligue quand Henri de Navarre (le futur Henri IV) devint l'héritier présomptif du trône de France à la mort de François d’Alençon, frère du roi Henri III en 1584. Le principal auteur monarchomaque catholique fut le théologien Jean Boucher.

## Une volonté de s'opposer à la monarchie absolue
Majoritairement français, les auteurs monarchomaques s'engagèrent dans la contestation du pouvoir royal à la suite des massacres de la Saint-Barthélemy. Ils prônaient le retour à une monarchie limitée, et se montrèrent critiques envers le concept de monarchie absolue, synonyme pour eux de tyrannie. L'existence et la diffusion des idées monarchomaques (du grec ancien μαχομαι « combattre » donnant étymologiquement le sens de « ceux qui combattent le monarque ») démontre que la théorie de l'absolutisme ne devait pas nécessairement l'emporter dans le royaume de France de l'époque : des philosophies alternatives, plus enclines à tempérer le pouvoir royal, se développèrent également en France au XVIe siècle.
Le terme « monarchomaque » fut inventé en 1600 par l'Anglais William Barclay qui l'utilisa pour la première fois en 1600 dans son ouvrage De regno et regali potestate à des fins polémiques. Il s'agissait pour lui de stigmatiser les penseurs catholiques et protestants, français, écossais et anglais qui s'en prenaient depuis quelques décennies à la souveraineté du pouvoir royal. Aux yeux de Barclay, ces auteurs auraient théorisé la destruction de la monarchie, même si dans les faits ces auteurs ne remettaient pas en cause le principe monarchique mais seulement une certaine pratique de ce pouvoir : ce n'est pas le roi qu'ils attaquaient, mais le tyran, c'est-à-dire un roi légitime qui, par sa pratique du pouvoir, se fait tyran. Les auteurs anglais Ponet, Goodman et Knox sont également identifiés comme des monarchomaques. Ces auteurs allèrent jusqu'à accorder un droit de résistance aux personnes privées. Leurs thèses étaient perçues comme dangereuses, compte tenu de leur proximité avec les thèses qui animaient le mouvement anabaptiste.

## Entre théorie et pratique politique

### Une réflexion ancienne sur le tyrannicide
La question de la tyrannie et du tyrannicide étaient des questions classiques depuis l’Antiquité grecque. Elle fut au Moyen Âge une question universitaire qui fit l'objet de nombreux débats entre les théologiens scolastiques. Thomas d'Aquin proposa ainsi de distinguer deux types de tyrans : d'une part le tyran d'usurpation, qui exerce l'autorité sans légitimité et qui peut toujours être tué car même une personne privée peut lui résister ; d'autre part le tyran d'exercice, prince légitime exerçant son pouvoir de façon néfaste, qui ne peut être tué. Cependant, d'après Thomas d'Aquin, s'il était établi que le droit de choisir un prince appartenait au peuple, ce dernier pouvait se révolter et renverser le prince, sauf si cela risquait d'entraîner des maux plus graves encore.
Cette théorie théologique fut combattue au Moyen Âge par les légistes (juristes théoriciens du pouvoir royal) qui tentèrent de la retourner en réservant le titre de tyran à celui qui tentait de renverser, par assassinat politique, le roi en place.

### Émergence des théories monarchomaques dans les rangs protestants

Le massacre de la Saint-Barthélemy joua un rôle essentiel dans l'émergence des thèses monarchomaques

Au XVIe siècle, la théorie du tyrannicide reprit de la vigueur chez les monarchomaques dans le contexte des guerres de religion. Ce fut d'abord une doctrine protestante élaborée en réaction aux massacres de protestants durant le XVIe siècle, et publiée dans différents pamphlets, de façon plus importante après les massacres de la Saint-Barthélemy.
C'est le cas notamment avec Théodore de Bèze, qui publia en 1574 Du droit des magistrats sur leurs sujets. Il y considère que la véritable tyrannie a trois caractéristiques : religieuse (persécutions des « vrais chrétiens »), juridique (non-respect des lois fondamentales du royaume) et politique (absence de préservation du « bien commun »). Pour lui, c'est le peuple qui crée le souverain et il lui appartient donc de le renverser s'il ne respecte pas les devoirs de sa charge car « ceux-là ont la puissance de déposer un Roi, qui ont la puissance de le créer ». Cette déposition du roi doit avoir lieu par l'intermédiaire des magistrats du royaume.
Bien que les théories monarchomaques se développent dans le contexte des guerres de Religion en France, elles n'établirent la religion que comme une composante parmi d’autres de la tyrannie. De plus, pour les auteurs protestants, la religion du souverain ne suffisait pas à le caractériser comme tyran : le roi de France pouvait être catholique sans être un tyran.
Du point de vue monarchomaque, quand le roi se fait tyran, ses sujets peuvent lui résister. Chez les protestants du XVIe siècle, le droit de résistance au prince légitime prit forme au gré des événements. Luther déniait ce droit aux protestants puisque les autorités civiles étaient pour lui instituées par Dieu. C’est à ce titre qu’il condamna les chevaliers de l'Empire révoltés en 1523 comme les paysans soulevés en 1525. Luther légitima cependant le droit de résistance à l’empereur dans le contexte de la formation de la Ligue de Smalkalde. Néanmoins, le droit de résistance ne pouvait s'exercer que contre les magistrats inférieurs, en l’occurrence les princes territoriaux du Saint-Empire romain germanique. En France, Calvin et Théodore de Bèze restèrent très prudents avant la Saint-Barthélemy. De même que Luther, ils limitèrent le droit de résistance aux magistrats inférieurs. Dans tous les cas, il était préférable d'avoir recours aux États généraux. Dans l’impossibilité de réunir ces derniers, les officiers de la monarchie, c'est-à-dire la noblesse, les parlements ou les magistrats du roi pouvaient exercer le droit de résistance. Ce droit de résistance était en revanche dénié aux personnes privées, c’est-à-dire aux personnes qui n'avaient pas de charge politique.
Les monarchomaques protestants mettaient en avant l’ancienne pratique de l’élection du roi de France et l’idée d’un contrat liant le souverain à son peuple. Les catholiques au contraire se réclamaient d'une autre loi fondamentale, celle de la succession héréditaire masculine de la monarchie française.

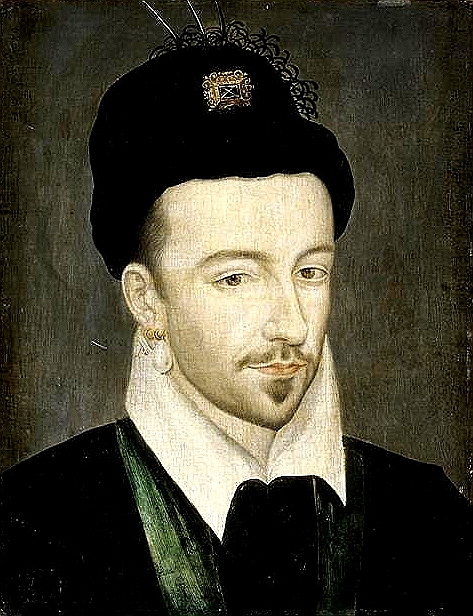
Henri III, dont le meurtrier se réclamait des thèses monarchomaques

### Théorie et pratique monarchomaque catholique
Les camps inversèrent leurs positions respectives à la fin du XVIe siècle, du fait de deux événements majeurs : en 1584 la mort de François d’Alençon, frère du roi, faisait en effet du chef du parti protestant, Henri de Navarre, l’héritier d’Henri III ; en décembre 1588, pour restaurer son autorité, Henri III fit assassiner Henri et Louis de Guise, chefs politiques et religieux de la Ligue. Dès lors, le 7 janvier 1589, la faculté de théologie de Paris délia les sujets du roi de leur serment de fidélité, ce qui permit à de nombreux catholiques d'assimiler le roi Henri III à un tyran. Au contraire, dans le même temps, les réformés français réclamèrent le respect du processus légal de désignation du roi et soutinrent leur candidat devenu héritier du trône.
Pour les monarchomaques catholiques, le prince, considéré comme hérétique, devenait une personne privée et donc exerçait l’autorité sans aucune légitimité. Il devenait de ce fait un tyran d’usurpation, permettant à une personne privée de se défendre contre lui. C'est en suivant ce raisonnement que le dominicain Jacques Clément assassina le roi Henri III le 2 aout 1589. Il se considéra comme libre de perpétrer un tel crime dans la mesure où Henri III était excommunié (en fait, le pape avait seulement lancé contre lui un monitoire d’excommunication). Jean Boucher, dans son De la juste abdication du roi Henri III, qui n’était pas encore publié au moment de l’assassinat de Henri III, ajouta un éloge à Jacques Clément justifiant ainsi a posteriori le geste du moine.
Dans le royaume de France, deux régicides furent perpétrés pendant les affrontements confessionnels, tous deux le fait de catholiques contre des souverains catholiques, Henri III le 2 août 1589 lors du siège de Paris et Henri IV absous par le pape en 1595 et assassiné en 1610 par Ravaillac. Aux États généraux de 1614, en réaction à ces théories, un député du Tiers état proposa d’inscrire dans les lois fondamentales du royaume que le pouvoir du roi était d’origine divine. Le pouvoir absolu du roi fut alors perçu comme le garant de la paix civile : la monarchie absolue, innovation politique de la période moderne, contestée par les monarchomaques, prend ses racines dans les guerres de religion du XVIe siècle.